# Gaultheria acroleia
Gaultheria acroleia är en ljungväxtart som beskrevs av Herman Otto Sleumer. Gaultheria acroleia ingår i släktet Gaultheria och familjen ljungväxter. Inga underarter finns listade i Catalogue of Life.